# Massacre de Hawzen
Le massacre de Hawzen est un meurtre de masse commis contre la population civile tigréenne à Hawzen par les forces militaires du Derg au cours de l'été 1988, vers la fin de la guerre civile éthiopienne,.